# Rui'an
Rui'an (in cinese semplificato: 瑞安, in cinese tradizionale: 瑞安,  in pinyin Ruì'ān) è una città-contea situata nella parte sud-orientale della provincia cinese dello Zhejiang, nella prefettura di Wenzhou.
Ha una popolazione di oltre un milione di abitanti. Gli abitanti della città parlano un dialetto locale della Lingua Wu.